# David Berger (Musiker)
David Berger (* 30. März 1949 in New York) ist ein US-amerikanischer Jazz-Trompeter, Arrangeur und Komponist.

## Leben und Wirken
Bergers Mutter war Amateurpianistin. Er studierte Komposition und Arrangement am Berklee College of Music in Boston, zog 1971 nach New York und setzte seine Studien am Ithaca College, der Eastman School of Music und der Manhattan School of Music (1986) fort. Bereits 1974 war er als Trompeter/Arrangeur für Mercer Ellington tätig. Von 1975 bis 1980 spielte er in Chuck Israels’ National Jazz Ensemble und 1980 bei Gunther Schuller. Ab 1988 arbeitete Berger als Dirigent und Arrangeur beim Lincoln Center Jazz Orchestra. In dieser Tätigkeit, die er bis 1994 ausübte, transkribierte und arrangierte er zahlreiche Kompositionen von Duke Ellington und Billy Strayhorn für Auftritte der LCO. Außerdem arbeitete er als Komponist und Arrangeur für die Orchester und Ensemble von Buddy Rich, Clark Terry, Bill Watrous, das Thad Jones/Mel Lewis Orchestra, die World’s Greatest Jazz Band, das Lee Konitz Nonett, Stan Getz, Buddy DeFranco, Stanley Turrentine, Roland Hanna, Wynton Marsalis, Betty Carter und Dr. Michael White. 1994/95 leitete er die Orchester der Ellington Society. 
Nachdem Marsalis 1994 die Leitung des LCO übernommen hatte, konzentrierte sich Berger mehr auf das Komponieren. Er schrieb u. a. an einer erweiterten Fassung des klassischen Ellington/Strayhorn-Stücks „The Nutcracker Suite“ und komponierte dazu 90 Minuten weitere Musik. Berger arbeitete dann mit dem Choreographen Donald Byrd, der zu der Musik den Text und eine Ballett-Choreographie schrieb, produziert als The Harlem Nutcracker, die 1996 debütierte und auf Tournee in den USA ging. Außerdem arbeitete Berger für Theater, Film und Fernsehen. Er wirkte u. a. an der Musik zu den Filmen Cotton Club und Brighton Beach Memoirs mit. 
Berger gründete 1999 die Sultans of Swing, die das klassische Repertoire der Swing-Big Bands spielen, wie die Kompositionen von Sy Oliver, Jimmy Lunceford und Ellington. 
Das Debütalbum der Sultans of Swing, Doin' the Do veröffentlichte Berger auf seinem eigenen Such Sweet Thunder-Label.
David Berger hielt zahlreiche Workshops ab und unterrichtete seit 1979 an verschiedenen Hochschulen, wie dem Jersey City State College, der New School und der Manhattan School of Music. Seit 2001 war Berger als Professor für Komposition und Arrangement im (damals neu eingerichteten) Jazzstudiengang an der Juilliard School of Music tätig.

## Diskographische Hinweise
- Sultans of SW Harlem Nutcracker (1999)
- Marlowe (2004)
- Doin’ the Do (2000)
- Hindustan (2006)
- I Had the Craziest Dream: The Music of Harry Warren (2008)